# Leșcenkî, Mirhorod
Leșcenkî (în ucraineană Лещенки) este un sat în comuna Bilîkî din raionul Mirhorod, regiunea Poltava, Ucraina.

## Demografie
Componența lingvistică a localității Leșcenkî
     Ucraineană (86,96%)
     Rusă (13,04%)
Conform recensământului din 2001, majoritatea populației localității Leșcenkî era vorbitoare de ucraineană (86,96%), existând în minoritate și vorbitori de rusă (13,04%).